# 薯蕷科
薯蕷科（学名：Dioscoreaceae）为单子叶植物薯蓣目的一科，包括8-9属约750种。

## 形态
薯蕷科植物是多年生草质缠绕藤本植物，有块状或根状的地下茎；茎平滑或有刺；叶互生或在上部对生，为单叶或掌状复叶，中脉和侧脉由叶基发出，有掌状脉或网脉，这点同其他单子叶植物有别；花单性，雌雄异株，雌花也带有几枚退化的雄蕊，花被裂片6枚，2列，雄蕊6或3枚，子房下位，3室，每室有2个胚珠；有翅蒴果或浆果，有3个翅状的棱，开裂为3个果瓣，种子一般都有翅。

## 分布
薯蕷科植物广泛分布在全世界的热带和亚热带地区，中国只有2属约80种，分布在长江以南各地。

## 分类
克朗奎斯特分类法将本科列入百合目，1998年的APG 分类法根据基因分析将其单独划分为一个目，2003年经过改进的APG II 分类法将蒟蒻薯科和毛柄花科合并到本科中。

### 内部分类
1998年的薯蕷科 Dioscoreaceae
- 比利牛斯薯蓣属 Borderea
- 薯蓣属 Dioscorea（包括山藥、香芋等等，部份品種俗稱Yam）
- Epipetrum
- Rajania
- Stenomeris
- 浆果薯蓣属 Tamus （通常列入薯蓣属中）

( 蒟蒻薯科 Taccaceae)
- 蒟蒻薯属 Tacca

( 毛柄花科 Trichopodaceae)
- Avetra
- 毛柄花属 Trichopus

在GBIF上，薯蕷科有以下属：
- Asterocalyx Ettingshausen, 1888
- 薯蓣属 Dioscorea Plum. ex L.
- Dioscoreaecarpum G.Andreánszky, 1959
- Dioscoreophyllum Kraeusel & Weyland, 1954
- Dioscorida St.-Lag., 1889
- Dioscoridia St.-Lag.
- Dioscorites G.Saporta, 1863
- Discorea Miq.
- Illigerastrum Prain & Burkill, 1933
- Janraia Adans., 1763
- Prototamus M.Langeron, 1899
- 闭果薯蓣属 Raiania Scop.
- Rimilatericutis G.Roselt & W.Schneider, 1969
- Steirexa Rafinesque, 1838
- 多子薯蓣属 Stenomeris Planch.
- 蒟蒻薯属 Tacca J.R.Forst. & G.Forst.
- 四联石南属 Thamnus Link, 1822
- 髮柄花屬 Trichopus Gaertn.，毛柄花属
- Varipilicutis W.Schneider, 1969